# Slap Skalce
Slap Skalce (Skalca) ali Framski slap je 16 metrov visok slap na Framskem potoku v bližini naselji Hočkega in Slivniškega Pohorja v občini Hoče - Slivnica v Sloveniji. Leži na nadmorski višini 930 m. Slap Skalce je znan tudi kot Framski slap, saj ga napajajo vode Framskega potoka, ki izvira na Slivniškem Pohorju na višini 1100 m v bližini Kagerjevega doma.